# Jorge Luis Montes Nieves
Jorge Luis Montes Nieves es un psicólogo y político mexicano, miembro del partido Movimiento Regeneración Nacional (Morena). Fue diputado federal para el periodo de 2018 a 2021, acompañando las iniciativas de ley del entonces Presidente Andrés Manuel López Obrador. Ha sido funcionario municipal, estatal y federal en el Instituto Nacional de Migración.  

## Biografía
Jorge Luis Montes Nieves es licenciado en Psicología Clínica, egresado de la Universidad Autónoma de Querétaro; cuenta con diplomados en Salud y Género, Alcohólismo y Adicción a las Drogas, Salud Mental, Educación Media y Paz en México (UNAM). 
Ha ejercido su carrera de Psicología de forma privada, además de que, entre 2004 a 2005 fue psicólogo de la entonces Procuradora de la Defensa del Menor y la Familia en el DIF de Ezequiel Montes, Querétaro.
A partir del 2005 y hasta el 2021, se desempeñó en el ámbito educativo, siendo Psicólogo Escolar en el Colegio de Bachilleres del Estado de Querétaro. 
De 2014 a 2017 participó de manera activa en el partido MORENA a través del comité municipal en su natal Ezequiel Montes, Querétaro; en las elecciones de 2015 fue candidato a diputado local, no habiendo logrado el triunfo. 
Desde 2015 ha sido consejero estatal y congresista nacional.
En 2018 fue postulado candidato a diputado federal por la coalición Juntos Haremos Historia por el Distrito 2 de Querétaro; habiendo obtenido el triunfo y siendo electo a la LXIV Legislatura, mismo que ejerció entre 2018 y 2021. En la Cámara de Diputados fue integrante de las comisiones de Educación; de Régimen, Reglamentos y Prácticas Parlamentarias; y de Vivienda; promovió iniciativa en materia de Salud Mental, que más tarde, el 16 de mayo de 2022, publicó en el DOF el titular del ejecutivo, Andrés Manuel López Obrador.
El 16 de mayo de 2020 fue detenido y sometido arbitrariamente detenido por elementos de policía del estado de Querétaro, por intentar abogar por dos profesores de la región, sin respeto a su fuero parlamentario; tal hecho fue condenado por el líder de los diputados de Morena, Mario Delgado Carrillo, y la presidente de la Cámara de Diputados, Laura Rojas Hernández.
Más tarde siguió participando desde Morena, como coordinador estatal de organización, junto a Mario Delgado Carrillo, en la preparación de la campaña presidencial del 2024. Posteriormente, en el mismo año, se integraría al Instituto Nacional de Migración dirigido por Francisco Garduño Yañez, en la Administración de la Presidenta Dra Claudia Sheinbaum Pardo. 

## https://sil.gobernacion.gob.mx/Librerias/pp_PerfilLegislador.php?Referencia=9223763
- Jorge Luis Montes Nieves en la página oficial de la Cámara de Diputados

- Datos: Q94572900